# Taťjana Grigorjevová
Taťjana Grigorjevová, rusky Татьяна Григорьева (* 8. října 1975 Leningrad) je bývalá australská atletka ruského původu a modelka. Její specializací byl skok o tyči.

## Kariéra
V roce 1997 emigrovala do Austrálie. Svoji novou vlast poprvé reprezentovala na Hrách dobré vůle 1998 v New Yorku, kde skončila třetí společně s Ukrajinkou Anželou Balachonovovou a Islanďankou Valou Flosadóttirovou. Na MS v atletice 1999 ve španělské Seville měly ženy poprvé na programu skok o tyči a Grigorjevová vybojovala bronz (445 cm).
Na letních olympijských hrách v Sydney v roce 2000, kde se ženská tyčka uskutečnila poprvé v historii her získala výkonem 455 cm stříbrnou medaili. Výše skočila jen Američanka Stacy Dragilaová, která po zaváhání na výšce 450 cm, kterou překonala napotřetí zdolala 460 cm napoprvé.
O rok později na světovém šampionátu v Edmontonu skončila čtvrtá, přičemž o bronzovou medaili ji připravil jen horší technický zápis, který měla lepší Polka Monika Pyreková. V roce 2002 získala zlatou medaili na hrách Commonwealthu v Manchesteru. Stříbro později vybojovala i na hrách v Melbourne 2006. Jejím osobním rekordem pod otevřeným nebem je 458 cm.
Svoji atletickou kariéru ukončila na začátku roku 2007. Byla provdaná za Viktora Čisťjakova, který se rovněž věnoval skoku o tyči a reprezentoval Austrálii, po rozvodu se vrátil zpět do Ruska.

### Úspěchy
| Rok  | Závod                             | Místo                | Umístění | Výkon  |
| ---- | --------------------------------- | -------------------- | -------- | ------ |
| 1998 | Hry dobré vůle                    | New York, USA        | 3.       | 4,20 m |
| 1999 | Halové mistrovství světa 1999     | Maebaši, Japonsko    | 9.       | 4,20 m |
| 1999 | Mistrovství světa v atletice 1999 | Sevilla, Španělsko   | 3.       | 4,45 m |
| 2000 | Letní olympijské hry 2000         | Sydney, Austrálie    | 2.       | 4,55 m |
| 2001 | Mistrovství světa v atletice 2001 | Edmonton, Kanada     | 4.       | 4,55 m |
| 2001 | Hry dobré vůle                    | Brisbane, Austrálie  | 3.       | 4,45 m |
| 2002 | Hry Commonwealthu                 | Manchester, Anglie   | 1.       | 4,35 m |
| 2005 | Mistrovství světa v atletice 2005 | Helsinky, Finsko     | 12.      | 4,00 m |
| 2006 | Hry Commonwealthu                 | Melbourne, Austrálie | 2.       | 4,35 m |
| 2006 | Světové atletické finále          | Stuttgart, Německo   | 4.       | 4,50 m |